# A legnézettebb YouTube-videók listája

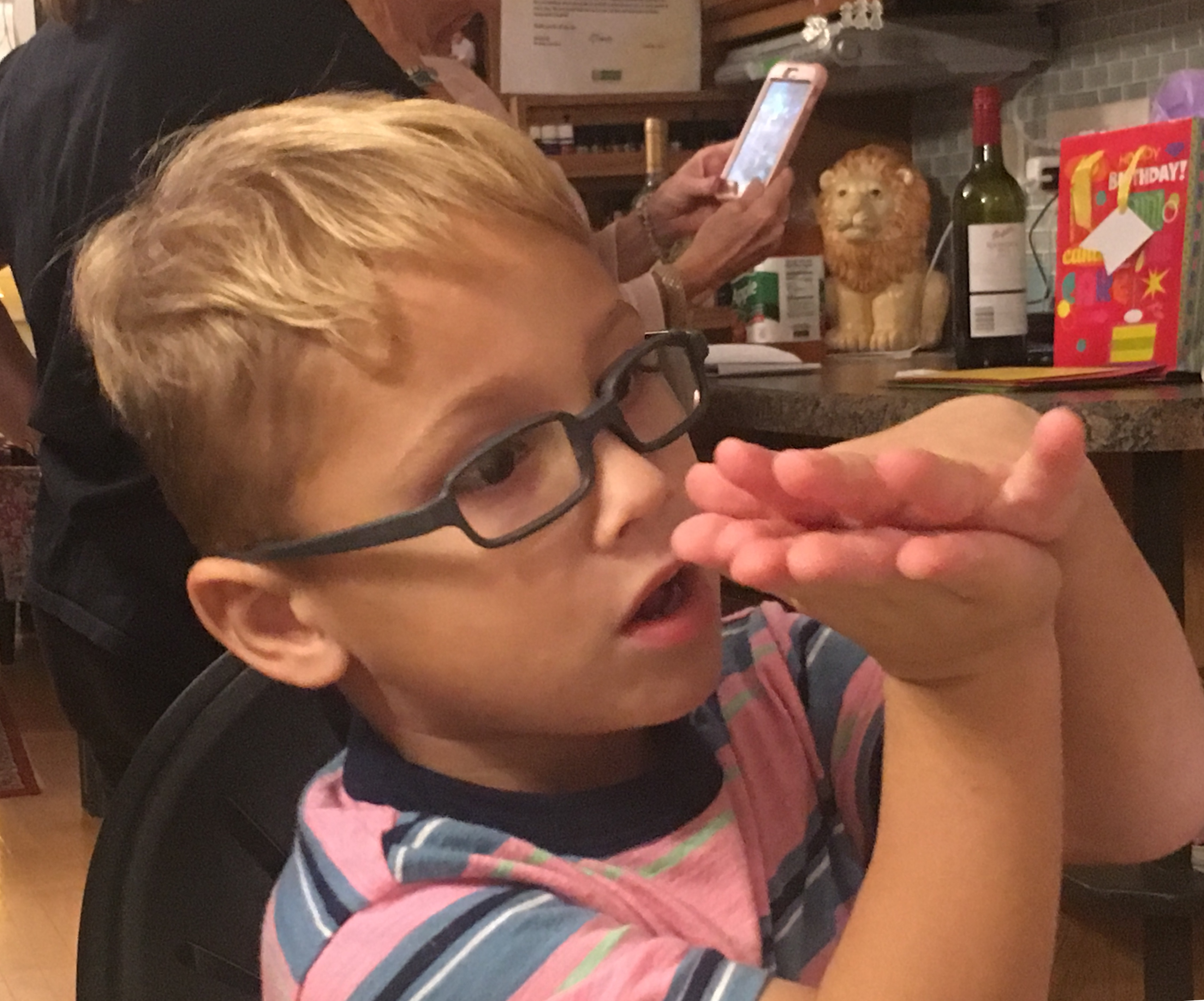
A Pinkfong „Baby Shark Dance” című gyerekdala jelenleg (2024 novemberétől) a YouTube legnézettebb videója – a videó jellegzetes mozdulata egy négyéves előadásában

Ez a szócikk tartalmazza a 30 legnagyobb nézettséggel rendelkező YouTube-videót. 2014-ben a YouTube-nak módosítania kellett a szoftverüket, mert a műszaki háttér nem volt felkészülve a kb 2,1 milliárdot meghaladó nézettségre, ám a Gangnam Style ekkorra már túlhaladta ezt az értéket.

## A lista
| #                       | Videó címe                                | Feltöltő / Előadó                           | Megtekintés (milliárd) | Feltöltés dátuma    |
| ----------------------- | ----------------------------------------- | ------------------------------------------- | ---------------------- | ------------------- |
| 1.                      | Baby Shark Dance                          | Pinkfong Kids' Songs & Stories              | 15,65                  | 2016. június 18.    |
| 2.                      | Despacito                                 | Luis Fonsi (Daddy Yankee közreműködésével)  | 8.4                    | 2017. január 12.    |
| 3.                      | Johny Johny Yes Papa                      | LooLoo Kids                                 | 6.9                    | 2016. október 8.    |
| 4.                      | Shape of You                              | Ed Sheeran                                  | 6.2                    | 2017. január 30.    |
| 5.                      | See You Again                             | Wiz Khalifa (Charlie Puth közreműködésével) | 5.16                   | 2015. április 6.    |
| 6.                      | Masha and The Bear – Recipe For Disaster  | Get Movies                                  | 4.44                   | 2012. január 31.    |
| 7.                      | Bath Song                                 | Cocomelon – Nursery Rhymes                  | 4.26                   | 2018. május 2.      |
| 8.                      | Learning Colors – Colorful Eggs on a Farm | Miroshka TV                                 | 4.22                   | 2018. február 27.   |
| 9.                      | Uptown Funk                               | Mark Ronson (Bruno Mars közreműködésével)   | 4.22                   | 2014. november 19.  |
| 10.                     | Gangnam Style                             | Psy                                         | 4.11                   | 2012. július 15.    |
| 11.                     | Phonics Song with Two Words               | ChuChu TV                                   | 3.97                   | 2014. március 6.    |
| 12.                     | Sugar                                     | Maroon 5                                    | 3.50                   | 2015. január 14.    |
| 13.                     | Sorry                                     | Justin Bieber                               | 3.45                   | 2015. október 22.   |
| 14.                     | Dame Tu Cosita                            | El Chombo (Cutty Ranks közreműködésével)    | 3.43                   | 2018. április 5.    |
| 15.                     | Roar                                      | Katy Perry                                  | 3.38                   | 2013. szeptember 5. |
| 16.                     | Counting Stars                            | OneRepublic                                 | 3.33                   | 2013. május 31.     |
| 17.                     | Thinking Out Loud                         | Ed Sheeran                                  | 3.28                   | 2014. október 7.    |
| 18.                     | Wheels on the Bus                         | Cocomelon – Nursery Rhymes                  | 3.13                   | 2018. május 24.     |
| 19.                     | Dark Horse                                | Katy Perry (Juicy J közreműködésével)       | 3.10                   | 2014. február 20.   |
| 20.                     | Faded                                     | Alan Walker                                 | 3.09                   | 2015. december 3.   |
| 21.                     | Shake It Off                              | Taylor Swift                                | 3.07                   | 2014. augusztus 18. |
| 22.                     | Girls Like You                            | Maroon 5                                    | 3.06                   | 2018. május 31.     |
| 23.                     | Lean On                                   | Major Lazer                                 | 3.06                   | 2015. március 22.   |
| 24.                     | Bailando                                  | Enrique Iglesias                            | 3.06                   | 2014. április 11.   |
| 25.                     | Let Her Go                                | Passenger                                   | 3.02                   | 2012. július 25.    |
| 26.                     | Mi Gente                                  | J Balvin                                    | 2.94                   | 2017. június 29.    |
| 27.                     | Perfect                                   | Ed Sheeran                                  | 2.89                   | 2017. november 9.   |
| 28.                     | Waka Waka (This Time for Africa)          | Shakira                                     | 2.87                   | 2010. június 4.     |
| 29.                     | Axel F                                    | Crazy Frog                                  | 2.86                   | 2009. június 16.    |
| 30.                     | Hello                                     | Adele                                       | 2.85                   | 2015. október 22.   |
| 2024.01.25-én frissítve |                                           |                                             |                        |                     |

## A YouTube legnézettebb videójának története
Az alábbi táblázat tartalmazza 2005-től napjainkig azon videókat, amelyek egykor a YouTube legnézettebb videói voltak.
| Videó címe                | Feltöltő                        | Megtekintések száma, amikor a legnézettebb videóvá vált | Feltöltés dátuma   | Legnézettebb videóvá vált | Ennyi napig tartotta a rekordot | Megjegyzés |
| ------------------------- | ------------------------------- | ------------------------------------------------------- | ------------------ | ------------------------- | ------------------------------- | --- |
| Baby Shark Dance          | Pinkfong! Kids' Songs & Stories | 7,037,500,000                                           | 2016. június 17.   | 2020. november 2.         | 1743                            | |
| Despacito                 | Luis Fonsi                      | 2,993,700,000                                           | 2017. január 12.   | 2017. augusztus 4.        | 1186                            | Az első videó, amelyet 3 milliárd alkalommal tekintettek meg. (2017. augusztus 4.)                                           |
| See You Again             | Wiz Khalifa                     | 2,894,000,000                                           | 2015. április 6.   | 2017. július 10.          | 25                              | |
| Gangnam Style             | Psy                             | 803,700,000                                             | 2012. július 15.   | 2012. november 24.        | 1689                            | Az első videó, amelyet 1, illetve 2 milliárd alkalommal tekintettek meg.                                                     |
| Baby                      | Justin Bieber                   | 245,400,000                                             | 2010. február 19.  | 2010. július 16.          | 862                             | Az első videó, amelyet 500 millió alkalommal tekintettek meg (2011. március 28.)                                             |
| Bad Romance               | Lady Gaga                       | 178,400,000                                             | 2009. november 23. | 2010. április 14.         | 93                              | Az első videó, amelyet 200 millió alkalommal tekintettek meg (2010. május 9.)                                                |
| Charlie Bit My Finger     | HDCYT                           | 128,900,000                                             | 2007. május 22.    | 2009. október 25.         | 171                             | |
| Evolution of Dance        | Judson Laipply                  | 118,900,000                                             | 2006. április 6.   | 2009. május 2.            | 176                             | |
| Girlfriend                | RCA Records                     | 92,600,000                                              | 2007. február 27.  | 2008. július 17.          | 289                             | |
| Evolution of Dance        | Judson Laipply                  | 78,400,000                                              | 2006. április 6.   | 2008. március 15.         | 124                             | |
| Music Is My Hot Hot Sex   | CLARUSBARTEL72                  | 76,600,000                                              | 2007. április 9.   | 2008. március 1.          | 14                              | Az első videó, amelyet 100 millió alkalommal tekintettek meg (2008. március 11.) A videót négy nappal később eltávolították. |
| Evolution of Dance        | Judson Laipply                  | 10,600,000                                              | 2006. április 6.   | 2006. május 19.           | 652                             | Az első videó, amelyet 50 millió alkalommal tekintettek meg (2007. június 7.)                                                |
| Pokemon Theme Music Video | Smosh                           | 4,300,000                                               | 2005. november 28. | 2006. március 12.         | 68                              | |
| Myspace – The Movie       | eggtea                          | 2,700,000                                               | 2006. január 31.   | 2006. február 18.         | 22                              | |
| Phony Photo Booth         | mugenized                       | 3,400,000                                               | 2005. december 1.  | 2006. január 21.          | 28                              | Az első videó, amelyet 5 millió alkalommal tekintettek meg (2006. február 8.). A videót 2016. február 18-án eltávolították.  |
| The Chronic of Narnia Rap | youtubedude                     | 2,300,000                                               | 2005. december 18. | 2006. január 9.           | 12                              | |
| Ronaldinho: Touch of Gold | Nikesoccer                      | 255,000                                                 | 2005. október 21.  | 2005. október 31.         | 70                              | Az első videó, amelyet 2 millió alkalommal tekintettek meg (2005. december 12.)                                              |
| I/O Brush                 | larfus                          | 247,000                                                 | 2005. október 5.   | 2005. október 29.         | 2                               | |